# Richard de Hexham
Richard de Hexham est un prieur de l'abbaye de Hexham et un chroniqueur anglais mort entre 1155 et 1167.

## Biographie
Il est chanoine du prieuré augustinien de Hexham quand il prend la suite de Robert Biset, après que celui-ci décide de devenir moine à Clairvaux. Le 3 mars 1155, il supervise la translation des reliques de plusieurs saints, dont les évêques anglo-saxons de Hexham Acca et Alcmond. Une partie d'une œuvre inachevée qu'il a écrite sur les saints de Hexham a peut-être été reprise par Aelred de Rievaulx pour écrire son De sanctis ecclesiae Hagustaldensis (« Sur les saints de Hexham »).
Sous son impulsion, Hexham devient un haut lieu du récit historique. Jean de Hexham, qui lui succède comme prieur, continue la chronique Gesta regum de Siméon de Durham en y incorporant l'œuvre de Richard.
Les circonstances de sa mort, qui a lieu entre 1155 et 1167, sont inconnues, mais il est probablement inhumé dans le prieuré.

## Œuvres
Richard de Hexham écrit un Brevis annotatio, une courte histoire du prieuré de Hexham depuis sa fondation par Wilfrid d'York en 674 jusque vers 1138. Elle est publiée par James Raine sous le nom de The Priory of Hexham, its Chroniclers, Endowments and Annals.
Son œuvre la plus connue est son De gestis regis Stephani et de bello Standardii (« Des actions du roi Étienne et de la guerre de l'Étendard »). C'est une chronique des années 1135-1139 du règne d'Étienne d'Angleterre. Richard consigne des récits de première main concernant en particulier les événements ayant eu lieu dans le nord de l'Angleterre, dont les incessantes invasions de David Ier d'Écosse, jusqu'à la bataille de l'Étendard. Ailred de Rievaulx s'est particulièrement inspiré de son récit de cette bataille pour son Relatio de Standardo (« Le récit de la bataille de l'Étandard ») en 1155-1157.
Elle a été éditée dans la Rolls Series par R. Howlett dans les Chroniclers of the Reigns of Stephen, Henry II and Richard I, vol. iii. (1886) et traduite par J. Stevenson dans Church Historians of England, vol. iv. (1856).

### Sources
- Matthew Strickland, « Hexham, Richard of (d. 1155x67) », Oxford Dictionary of National Biography, Oxford University Press, 2004.